# Qian Qianyi

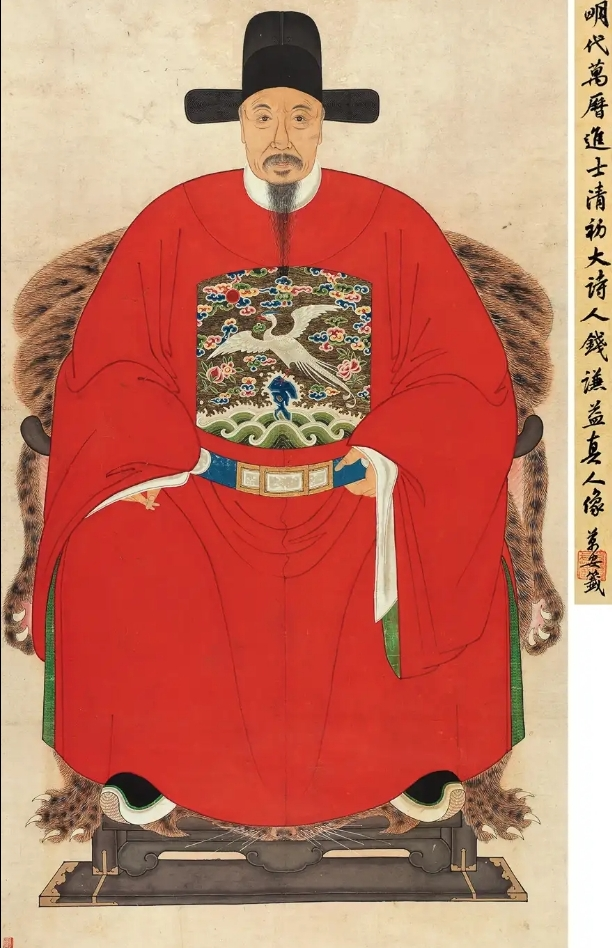
Qian Qianyi

Qian Qianyi (en chino tradicional, 銭謙益; en chino simplificado, 钱谦益; pinyin, Qián Qiānyì; Wade-Giles, Ch'ien Ch'ien-i; 1582-1664) fue un alto funcionario chino, erudito e historiador social de finales de la Dinastía Ming. Qian fue un famoso autor y poeta; y junto con Gong Dingzi y Wu Weiye es conocido como uno de Los tres maestros de Jiangdong.

## Biografía
Qian nació en Changshu, en el condado de Suzhou (actualmente en la provincia de Jiangsu). Su nombre de cortesía era "Shouzhi" (受之) y sus seudónimos eran "Muzhai" (牧斋) y más tarde "Mengsou" (蒙叟). Pasó el examen imperial en 1610 a la edad de 28 años.

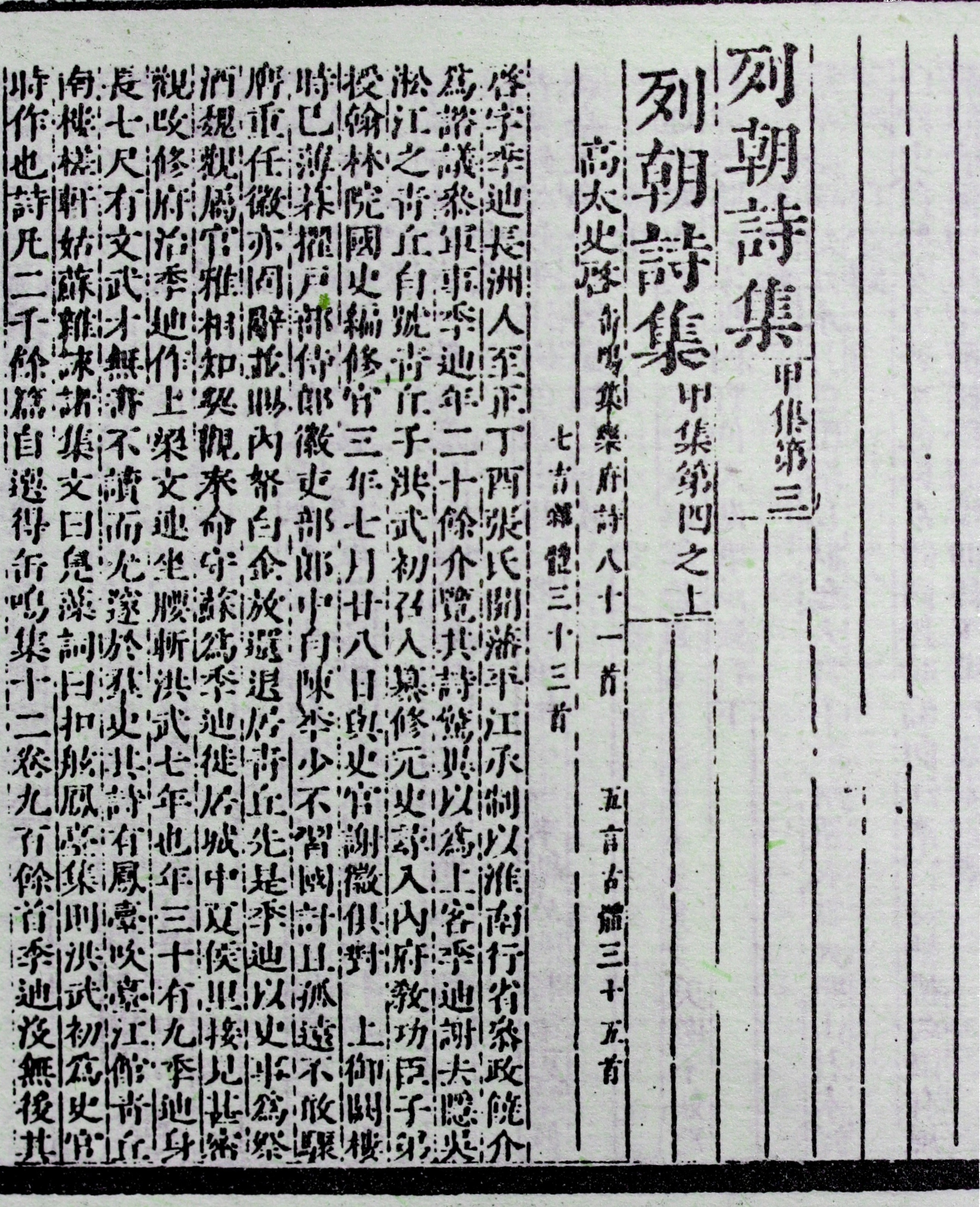
Edición original de Mao Jin del Liechao shiji.

Qian conocía a muchas mujeres independientes de los círculos artísticos y del entretenimiento, a las que trataba como iguales. Una era Ma Ruyu de Nankín, una consumada actriz. Había tenido una buena educación formal. Además podía pintar y realizar caligrafía en el estilo cuadrado. En su tiempo su extremo talento intimidaba a los literati varones que la frecuentaban. Como muchas otras de su clase, abandonó el escenario y se dedicó a la religión, construyendo un retiro budista. Otra era Liu Rushi (1618–1684), quien se convirtió en su consorte después de haberle impresionado con su talento poético. La trató como a su igual intelectual y le acompañaba en viajes y reuniones sociales. Su poesía fue preservada por Qian. También tuvo lazos importantes con escritores locales y artistas en el área de Jiading y Kunshan, a las afueras de la moderna Shanghái. En una ocasión, ayudó a una colega cortesana de Liu Rushi, Dong Xiaowan para casarse con un noble pagando el valor de su deuda de 3.000 taels de oro y haciendo que su nombre desapareciera del registro de músicas.
Antes de esta generación de autores destacó el maestro en prosa Gui Youguang (1507–1571) que se oponía a los clasicistas encabezados por Wang Shizhen (1526–1590). El antagonismo a la escuela clasicista continuaría durante la vida y escrituras de Qian Qianyi.
En 1644, Qian enseñó a un excelente estudiante en Nankín: Koxinga.

## Trabajos
Su trabajo principal y contribución a la historia del periodo fue el Liechao shiji (列朝詩集, Lieh-ch'ao shih-chi), originalmente una larga antología de poesía con biografías adjuntas. Actualmente solo se imprimen las biografías y el trabajo se ha convertido en una incomparable historia de individuos de los estratos medios y bajos de la sociedad china en los siglos XVI y XVII. Su padre le dio instrucción especial en los clásicos históricos. Qian mostró un interés inicial en el clásico Shishuo xinyu, una obra de anécdotas históricas. Al igual que el propio Qian Qianyi, otros miembros de su círculo estaban estrechamente implicados en la educación y el resurgimiento del estudio de la antigüedad como base del aprendizaje. El Liechao shiji de Qian fue publicado por su socio e impresor Mao Jin, quién como él, mostraba preocupación por los académicos más pobres. Mao utilizó dinero de su impresión para trabajos caritativos y ayuda a académicos necesitados.

### Citas
1. ↑  Cihai: Page 1704.
2. ↑  Zhang, 71